# Pristimantis olivaceus
Espèce
Synonymes
- Eleutherodactylus olivaceus Köhler, Morales, Lötters, Reichle & Aparicio, 1998

Statut de conservation UICN

 DD  : Données insuffisantes
Pristimantis olivaceus est une espèce d'amphibiens de la famille des Craugastoridae.

## Répartition
Cette espèce se rencontre entre 350 et 1 300 m d'altitude, :
- en Bolivie dans le département de Cochabamba ;
- au Pérou dans la région de Madre de Dios.

## Publication originale
- Köhler, Morales, Lötters, Reichle & Aparicio, 1998 : A new green species of frog, genus Eleutherodactylus, from Bolivia and Peru (Amphibia, Anura, Leptodactylidae). Studies on Neotropical Fauna and Environment, vol. 33, no 2/3, p. 93-99.